# Дочка часу
«Дочка часу» (англ. The Daughter of Time) — детективний роман Жозефіни Тей 1951 року, присвячений розслідуванню сучасним поліціянтом можливих злочинів короля Англії Річарда III. Це була остання книга, яку авторка опублікувала за життя, незадовго до смерті. 1990 року роман було визнано номером один у списку «100 найкращих кримінальних романів усіх часів», складеному Британською асоціацією письменників детективного жанру.

## Короткий зміст
Інспектор Скотланд-Ярду Алан Ґрант (персонаж, який також з’являється в п’яти інших романах авторки) відчуває нудьгу, прикутий до ліжка в лікарні зі зламаною ногою. Марта Галлард, його подруга, акторка, пропонує йому розважитися дослідженням історичної таємниці. Вона приносить йому кілька фотографій історичних персонажів, знаючи про інтерес Ґранта до людських облич. Його зацікавив портрет короля Річарда II . Він пишається тим, що вміє прочитати характер людини по її зовнішності, і король Річард здається йому м'якою, доброю і мудрою людиною. Чому всі так впевнені, що він був жорстоким вбивцею?
За допомогою інших друзів і знайомих Ґрант досліджує життя Річарда та справу принців у Тауері, перевіряючи свої теорії на лікарях і медсестрах, які його обслуговують. Ґрант проводить тижні, обмірковуючи історичну інформацію та документи за допомогою Брента Керрадіна, симпатичного молодого американського дослідника, який працює у Британському музеї. Використовуючи свою детективну логіку, він приходить до висновку, що твердження про Річарда як вбивцю є вигадкою пропаганди Тюдорів, як і популярний образ короля як жахливого горбаня.

## Теми та аргументи
У книжці досліджується, як будується історія та як певні версії подій стають назагал правдивими, попри брак доказів та/або будь-якої логічної правдоподібності. Ґрант починає розуміти способи створення міфів і легенд і те, як у цьому випадку Тюдори-переможці подбали про те, щоб їхня версія історії перемогла.
Назву роману взято зі старого прислів’я («Істина — дочка часу»), яке Тей цитує як епіграф до роману. Як і всі афоризми, це прислів’я багато разів прямо цитували, перефразовували або вдосконалювали упродовж століть багато відомих літературних мислителів, як-от Авл Гелій та Авраам Лінкольн (прямі цитати); сер Френсіс Бекон (розширена цитата: «Істина — дочка часу, а не авторитету»); і Фалес (парафраз: «Настав час, який відкрив або свого часу відкриє все, що приховано») серед багатьох інших.
У романі також досліджуються різні типи історичного письма. У своєму дослідженні Ґрант починає з дитячих історичних книжок, потім переходить до загальної популярної історії та дуже наукової, але нудної «Конституційної історії Англії Таннера». Він також читає «Історію короля Річарда III» Томаса Мора та історичний роман «Троянда Рабі» Евелін Пейн-Елліс про життя матері Річарда Сесілі Невілл. І історія Таннера, і роман не існують; є припущення, що назва останнього походить від однойменної біографії Ґая Педжета 1937 року.
Інші передбачувані історичні міфи, яких торкається авторка, це загальноприйнята (але хибна) історія про те, що війська стріляли по публіці під час бунту Тоніпенді 1910 року, традиційне зображення Бостонської різанини, мученицька смерть Маргарет Вілсон і життя та смерть Марії, королеви Шотландії. Ґрант бере термін «Тоніпенді» для опису поширених історичних міфів, як-то передбачуваної стрілянини під час заворушень Тоніпенді, і вважає, що популярні розповіді про діяльність Річарда підпадають під цю категорію. Ця думка відображає неприязнь і недовіру до емоційних популярних наративів щодо нібито історичних несправедливостей, що також проявляється в інших творах Тей[джерело?].

## Справа Ґранта про невинуватість Річарда III

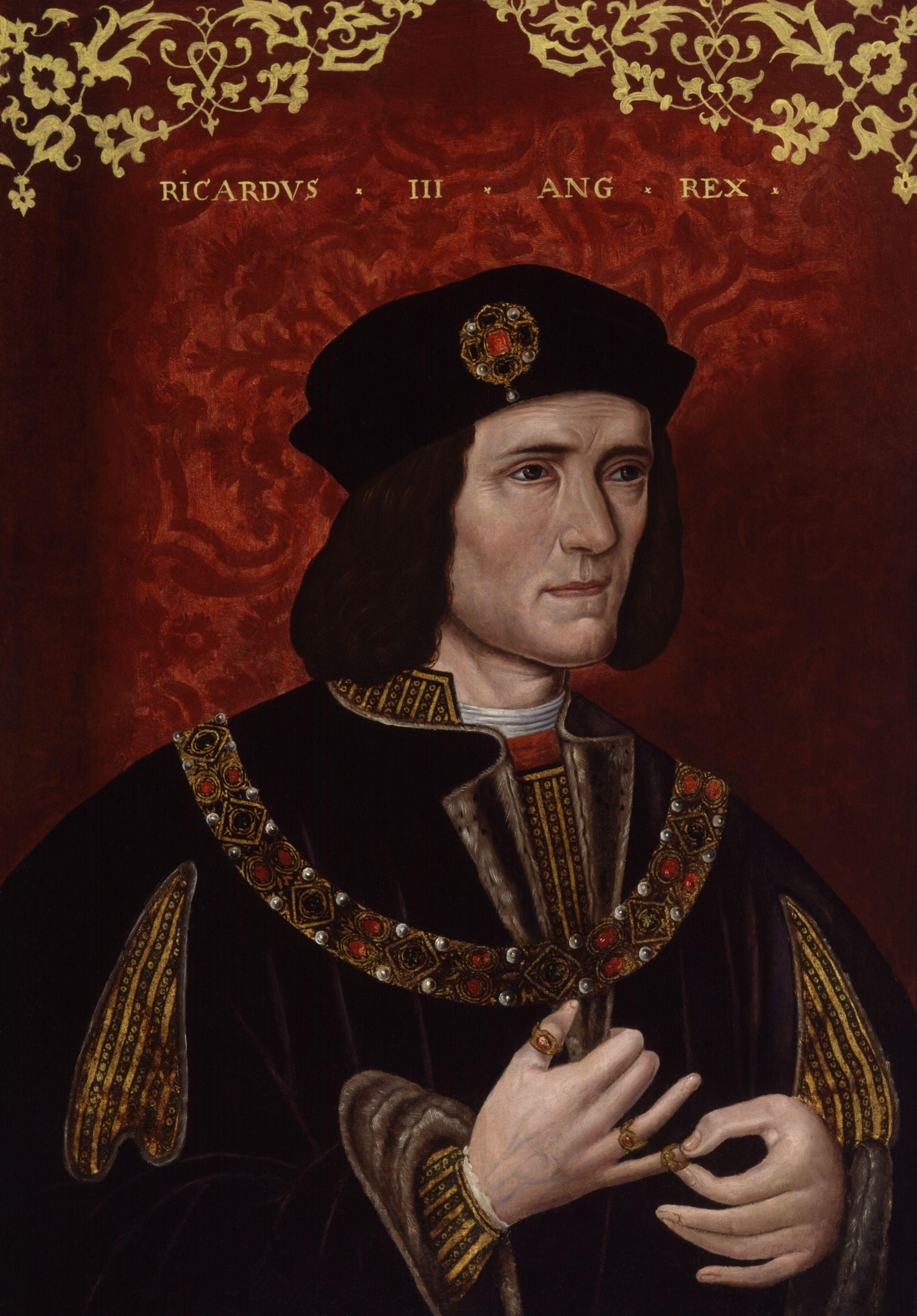
Портрет Річарда III кінця 16 століття (Національна портретна галерея, Лондон), скопійований із портрета початку 16 століття в Королівських колекціях. Репродукцію цієї версії зберігає Ґрант біля свого ліжка.

У цьому романі, як і в інших своїх творах, як-от у книжках «Справа з франшизою» та «Міс Пім вирішує», Джозефіна Тей частково покладається на фізіогноміку як спосіб визначення початкової оцінки характеру людини. Першим поштовхом Ґранта до інтелектуального дослідження того, чи справді Річард III наказав бездушно вбити двох головних спадкоємців престолу свого померлого брата в Лондонському Тауері, стала його початкова впевненість, що обличчя Річарда не могло бути обличчям людини, яка б вчинила такий підлий злочин, як холоднокровне вбивство двох своїх юних племінників. Однак це лише початкове «інтуїтивне відчуття», оригінальна іскра, яка спонукає Ґранта дізнатися більше про (і, отже, зрештою дослідити та розслідувати) справжній характер і походження Річарда III, а не про будь-яку іншу історичну персону, зображення яких надала йому його подруга Марта Галлард (щоб полегшити його нудьгу, коли він був прикутим до ліжка).
Подальше поліційне розслідування, яке Ґрант проводить упродовж решти роману, щоб знайти деякі непрямі докази того, що Річард (або будь-хто інший) позбувся від принців, показує, що ніколи не існувало Акту про позбавлення прав і майна (Bill of Attainder), коронерського розслідування чи будь-якого іншого судового процесу, який одночасно звинувачував би Річарда III у будь-якій нечесній грі проти принців у Тауері. У ньому також вказується, що ніхто не повідомляв про зникнення принців до кінця битви на Босворт-Філді, коли Річард уже був мертвий, а принци перебували під вартою Генріха VII у Тауері. Ґрант приходить до висновку, що Генрі набагато ймовірніший виконавець подвійного царевбивства, ніж Річард, якщо  розглядати питання «хто спровокував убивство принців?» з традиційного погляду розкриття злочинів засобів, мотиву і можливості, зокрема мотиву.
Аргументи Тей на підтримку Річарда повторюють деякі з аргументів, наведених у книзі Клементса Маркгема 1906 року «Річард III: його життя та характер, переглянуті у світлі останніх досліджень».
Основні аргументи, наведені в книжці на захист короля Річарда:
- Не було жодної політичної вигоди для Річарда III у вбивстві юних принців. Після того, як був прийнятий указ, яким парламент Англії узаконив сходження Річарда III на престол (Titulus Regius), два принци не становили загрози для Річарда, коли він був коронований королем.
- Обидва принци були більшою загрозою для Генріха VII, оскільки його претензії Тюдорів на корону були значно слабшими, ніж їхні.
- Попри те, що після битви при Босворті Генріх VII вніс Акту про позбавлення прав і майна проти Річарда, у ньому не згадувалося про зникнення принців з Тауера, що свідчить про те, що на момент, коли Акт було представлено парламенту, принци ще не зникли.
- Акту про позбавлення прав і майна, який Генріх та магнати, які його підтримували, згодом подали проти померлого Річарда, просто звинувачує його в «жорстокості та тиранії» під час його правління – у ньому немає жодного конкретного звинувачення чи навіть згадки про підозрювану причетність Річарда до зникнення принців або їх ймовірної смерті.
- Мати принців, Елізабет Вудвілл, залишалася у по-справжньому хороших стосунках з Річардом, коли він був королем, і її дочки регулярно брали участь у світських заходах при його дворі. Ґрант зауважує, що навряд чи це була поведінка матері, яка вірила або навіть підозрювала, що Річард наказав убити обох її юних синів (ігноруючи той факт, що незалежно від долі принців у Тауері, Річард точно стратив одного з її синів і її брата, а також брата та дядька її дочок, сера Річарда Ґрея та Ентоні Вудвілла, 2-го графа Ріверса).
- Немає записаних доказів того, що принци зникли з Тауера до того, як Генріх VII взяв на себе опіку над ними. Лише на цьому етапі чутки та спекулятивні звинувачення починають фіксувати в історичних документах.

Ґрант і його американський колега стверджують, що існує мало доказів опору правлінню Річарда (ігноруючи повстання Бекінгема). Вони припускають, що чутки про вбивство принців ходили ще за його життя, але вони вирішують, що ці чутки мало поширені, і приписують їх Кройлендській хроніці та лорду-канцлеру Франції, а також, зрештою, симпатику Тюдорів Джону Мортону. Вони також припускають, що Мортон був справжнім автором біографії Річарда Томаса Мора, припускаючи, що неповний рукопис, знайдений після смерті Мора, був незавершеною копією, яку зробив Мор з втраченого оригіналу Мортона. Вони доходять висновку, що принци, ймовірно, залишалися живі протягом правління Річарда, а пізніше їх убив Генріх.

## Літературне значення і критика
Після публікації книжки Ентоні Бучер назвав її «одним з вічних класичних творів детективного жанру… одним з найкращих не лише того року, а всіх часів». Дороті Б. Г'юз також високо оцінила її, зазначивши, що це «не лише один із найважливіших детективів того року, а й твір жанру детектив усіх часів». Роман посідає перше місце у списку «100 найкращих кримінальних романів усіх часів» за версією Асоціації письменників кримінального жанру та четверте місце у списку «100 найкращих детективних романів усіх часів» за версією Асоціації письменників детективного жанру.
Вінстон Черчилль у праці «Історія англомовних народів» висловив свою віру у вину Річарда у вбивстві принців, додавши: «Знадобиться багато винахідливих книг, щоб піднести це питання до рівня серйозної історичної суперечки», ймовірно, маючи на увазі роман Тей, який вийшов на сім років раніше. У документах сера Алана Ласселса є посилання на його розмову з Черчиллем про цю книжку.

## Постановки
Вийшло дві радіопостановки. Перший раз 1952 року (автора сценарію не вказано), а другий — 25 грудня 1982 року — у «Пообідньому театрі» BBC Radio 4 FM, у постановці Невіла Теллера..

## Праці зі спорідненими темами
- «Довести лиходія» Гая М. Таунсенда — це детективний роман про серію сучасних вбивств, які, здається, пов’язані з Річардом III. Герой, професор історії, різко критикує аргументи Тей як «безнадійно непрофесійні та такі, що не заслуговують довіри через її «рабське» дотримання аргументів Клементса Маркгема».
- Роман Коліна Декстера «Блудниця мертва» про інспектора Морса розповідає про подібний сюжет, коли Морс одужує в лікарні, намагаючись розкрити вбивство, яке сталося понад століття тому.

## Переклад українською
2025 року у видавництві «Апріорі» вийшов український переклад роману. Перекладач — Олександр Петришин.